# Ken Henry
Kenneth Charles „Ken” Henry (ur. 7 stycznia 1929 w Chicago – zm. 1 marca 2009 w Lake Bluff) – amerykański łyżwiarz szybki, mistrz olimpijski.

## Kariera
Ken Henry specjalizował się w sprintach. W 1948 roku wystartował na igrzyskach olimpijskich w Sankt Moritz, zajmując między innymi piąte miejsce w biegu na 500 m. Na rozgrywanych cztery lata później igrzyskach w Oslo osiągnął swój największy sukces, zwyciężając na tym samym dystansie. W zawodach tych wyprzedził bezpośrednio swego rodaka Dona McDermotta oraz Kanadyjczyka Gordona Audleya i Norwega Arne Johansena, który zajęli ex aequo trzecie miejsce. Brał także udział w igrzyskach olimpijskich w Cortina d’Ampezzo w 1956 roku, kończąc bieg na 500 m na siedemnastej pozycji. Nigdy nie zdobył medalu na mistrzostwach świata. Jego najlepszym wynikiem na imprezach tego cyklu był czwarte miejsce wywalczone podczas mistrzostw świata w wieloboju w Oslo w 1949 roku, gdzie walkę o podium przegrał z Norwegiem Oddem Lundbergiem. Taki sam wynik uzyskał na mistrzostwach świata w wieloboju w Eskilstunie rok później. Tym razem w walce o medal lepszy był jego rodak Johnny Werket.
W 1960 roku Henry zapalił znicz olimpijski podczas ceremonii otwarcia zimowych igrzysk w Squaw Valley.